# ويليام سميث (لاعب كريكت ماليزي)
ويليام سميث (22 يوليو 1902 في المملكة المتحدة - 21 ديسمبر 1937 في ماليزيا) هو لاعب كريكت ماليزي. شارك مع منتخب اسكتلندا الوطني للكريكت.